# The Black Mages
The Black Mages è stato un gruppo musicale giapponese fondato da Nobuo Uematsu, la cui musica spazia dal rock strumentale al progressive metal. I brani suonati dal gruppo sono musiche composte dallo stesso Uematsu per la serie di videogiochi Final Fantasy, arrangiate in stile rock/metal.

## Storia
Nel 2000 Kenichiro Fukui e Tsuyoshi Sekito, insieme a Kumi Tanioka, realizzarono la colonna sonora del videogioco All Star Pro-Wrestling, un progetto in stile rock sperimentale. Benché la colonna sonora non venne pubblicata su disco, visto il sound risultato e il successo del gioco, Fukui e Sekito decisero di continuare a comporre insieme materiale. Nel 2002 decisero di arrangiare nello stesso stile alcune composizioni di Nobuo Uematsu per la serie Final Fantasy. Uematsu si dimostrò subito interessato al progetto, e fondò la band The Black Mages perché riteneva il duo non sarebbe stato sufficientemente apprezzato. Nonostante ne fosse il fondatore, inizialmente Uematsu non fu membro della band, ritenendosi incapace di dedicarsi ad una band ed alla sua carriera di produttore con l'appena formata Smile Please, perciò si ritagliò il ruolo di produttore. Il 19 febbraio 2003 fu dato alle stampe l'album omonimo, The Black Mages. Visto il successo del disco, Uematsu decise di organizzare un concerto tributo il 26 aprile allo Shibuya-AX di Tokyo. Nel frattempo, al duo Fukui-Sekito si unirono Michio Okamiya alla chitarra, Keiji Kawamori al basso e Arata Hanyuda alla batteria. Persuaso da Fukui e Sekito, lo stesso Nobuo Uematsu accettò di esibirsi col gruppo. Il concerto del 26 aprile fu registrato ed inserito nel DVD "THE BLACK MAGES" LIVE, distribuito esclusivamente ai membri del fan club di Uematsu.
Nel 2004 i Black Mages parteciparono alla compilation Dark Chronicle Premium Arrange, contenente vari brani dal videogioco Dark Chronicle riarrangiati in vari generi, realizzando il brano Flame Demon Monster Gaspard arrangiato in stile rock anni '80. La compilation venne pubblicata il 21 aprile. Il 22 dicembre venne pubblicato il secondo album della band, The Black Mages II: The Skies Above, a cui parteciparono i cantanti Kazco Hamano (corista dei Do As Infinity) e il tenore Tomoaki Watanabe (accreditati, rispettivamente, come "KAZCO" e "mr. goo"). Furono organizzati due concerti promozionali. Il primo si svolse al Club Città di Kawasaki il 22-23 gennaio 2005, mentre il secondo al Namba Hatch di Osaka il 28 gennaio. A precedere le esibizioni della band vi erano Kenji Itō (che si esibiva al solo pianoforte in riarrangiamenti di brani da lui composti per la serie SaGa), il gruppo techno/pop muZik (che eseguiva sette remix di altrettanti brani dalla serie Final Fantasy), e il comico Udatsu Tanaka. Il concerto a Kawasaki fu inserito nel DVD LIVE "Above the Sky", il quale, come il precedente, fu distribuito solo ai membri del fan club di Uematsu, il 1º febbraio 2006. Sempre nel 2005 parteciparono alla colonna sonora del film Final Fantasy VII: Advent Children, registrando il brano Advent: One-Winged Angel, arrangiato da Shirō Hamaguchi, insieme ad un'orchestra diretta da Koji Haijima; il brano fu pubblicato nel disco Final Fantasy VII: Advent Children Original Soundtrack il 28 settembre 2005; nella riedizione del 2009 del film, Final Fantasy VII: Advent Children Complete, una nuova versione, più lunga e con un arrangiamento leggermente diverso, sostituì la prima; questo brano successivamente apparve nell'album Final Fantasy VII: Advent Children Complete Reunion Tracks, pubblicato il 16 settembre 2009. Nel 2006 i Black Mages arrangiarono il tema del boss finale di Final Fantasy III, che fu inserito in Final Fantasy III: Original Soundtrack, colonna sonora del remake del gioco per Nintendo DS.
Il 19 marzo 2008 fu pubblicato il terzo album, The Black Mages III: Darkness and Starlight. Nel brano omonimo (un'opera rock rappresentante l'intera composizione dell'opera Maria e Draco da Final Fantasy VI) compaiono come ospiti tre cantanti d'opera: il tenore Tomoaki Watanabe, il baritono Tetsuya Odagawa e il mezzosoprano Etsuyo Ota. Seguì un unico concerto promozionale, che si tenne al Yokohama Blitz di Yokohama il 9 agosto 2008, con ospiti d'eccezione i cantanti d'opera nel brano Darkness and Starlight, insieme ad una performance di un gruppo di attori che interpretò sul palco l'opera mentre la band suonava. Questo concerto fu filmato ed inserito nel DVD Darkness and Starlight LIVE, pubblicato il 31 marzo 2009; a differenza dei precedenti due, questo DVD non è a scopo promozionale, ed è stato distribuito dall'etichetta Dog Ear Records.
Il 7 agosto 2010 Uematsu annunciò lo scioglimento del gruppo, senza fornire una spiegazione. L'anno successivo dichiarò in un'intervista che i Black Mages erano una "Square Enix Band", ovvero che Square Enix detiene i diritti del nome, quindi erano legalmente autorizzati solo a registrare arrangiamenti di brani composti da Uematsu per Final Fantasy prima del suo abbandono, e anche ottenere l'autorizzazione per brani originali era molto difficile.
Successivamente Uematsu fondò gli Earthbound Papas, una band che prosegue l'idea neoprogressive dei Black Mages, in cui entrarono anche gli ex-Black Mages Michio Okamiya e Arata Hanyuda (quest'ultimo abbandonerà il progetto nel 2013) dopo che anche questi lasciarono Square Enix, in modo da evitare problemi di licenza. La band propone riarrangiamenti di composizioni di Uematsu da Final Fantasy, ma anche da altri videogiochi per i quali ha composto le musiche, oltre a brani originali.

## Formazione
- Nobuo Uematsu – organo, tastiere, sintetizzatori, pianoforte, flauto (2002-2010)
- Kenichiro Fukui – tastiere, sintetizzatori, pianoforte, programmazione (2002-2010)
- Tsuyoshi Sekito – chitarra, basso, sintetizzatori, programmazione (2002-2010)
- Michio Okamiya – chitarra, talk box (2003-2010)
- Keiji Kawamori – basso (2003-2010)
- Arata Hanyuda – batteria, percussioni, gong (2003-2010)

## Discografia

### Album in studio
- 2003 – The Black Mages
- 2004 – The Black Mages II: The Skies Above
- 2008 – The Black Mages III: Darkness and Starlight

### DVD
- 2003 – "THE BLACK MAGES" LIVE
- 2006 – LIVE "Above the Sky"
- 2009 – Darkness and Starlight LIVE

### Altre apparizioni
- AA.VV. – Dark Chronicle Premium Arrange (2004)
- AA.VV. – Final Fantasy VII: Advent Children Original Soundtrack (2005)
- AA.VV. – More Friends: Music from Final Fantasy (2006)
- AA.VV. – VOICES: Music from Final Fantasy (2006)
- Nobuo Uematsu – Final Fantasy III: Original Soundtrack (2006)
- AA.VV. – Final Fantasy VII: Advent Children Complete Reunion Tracks (2009)
- Tsuyoshi Sekito – T.Sekito's Guitarworks Selection (2013)